# Église Saint-Pierre de Gours
Pour les articles homonymes, voir Église Saint-Pierre.
L'église Saint-Pierre est une église catholique située à Gours, en France.

## Localisation
L'église est située dans le département français de la Gironde, sur la commune de Gours. Elle se trouve à l'est du bourg, à l'intersection des routes départementales D121 et D121E.

## Historique et description

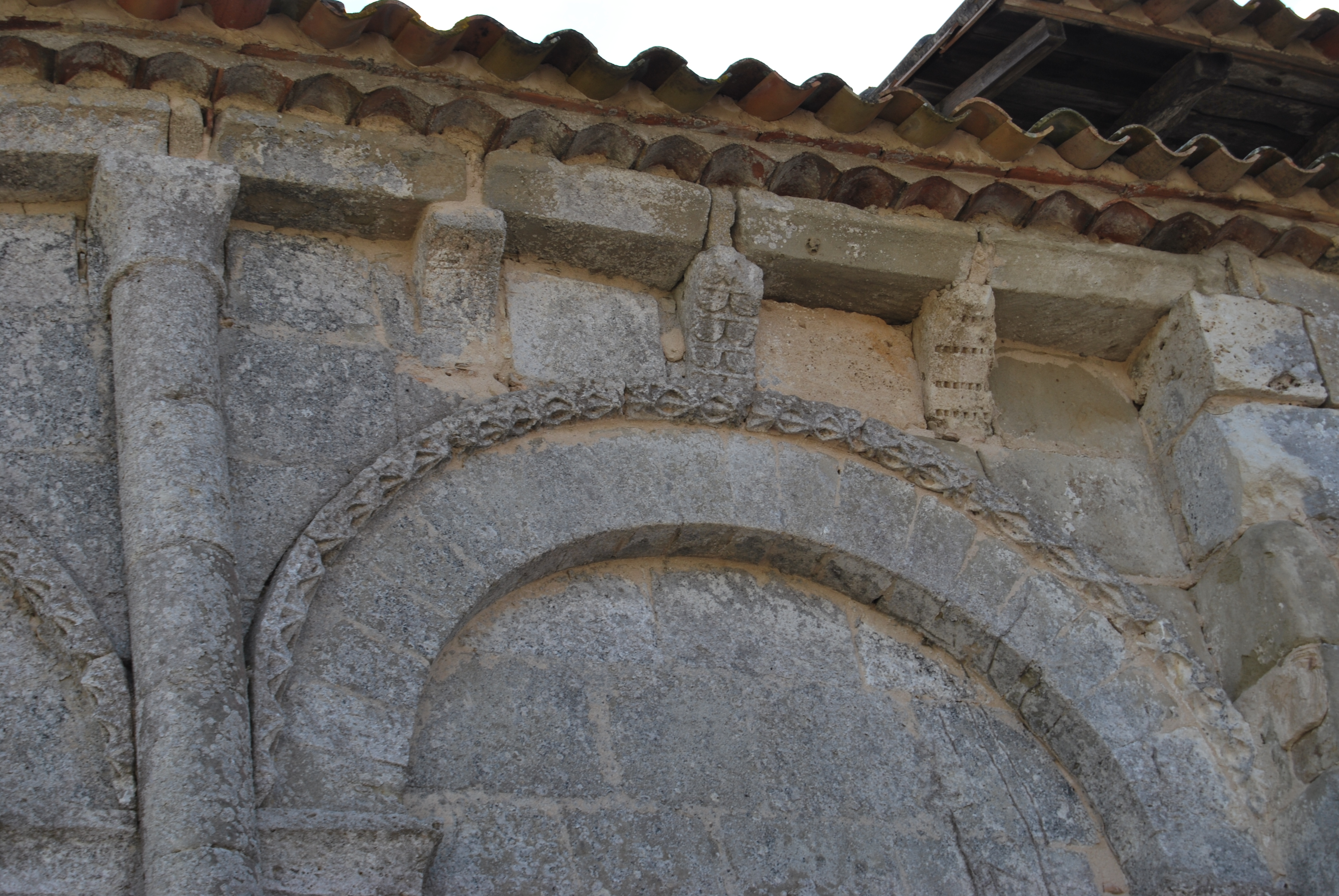
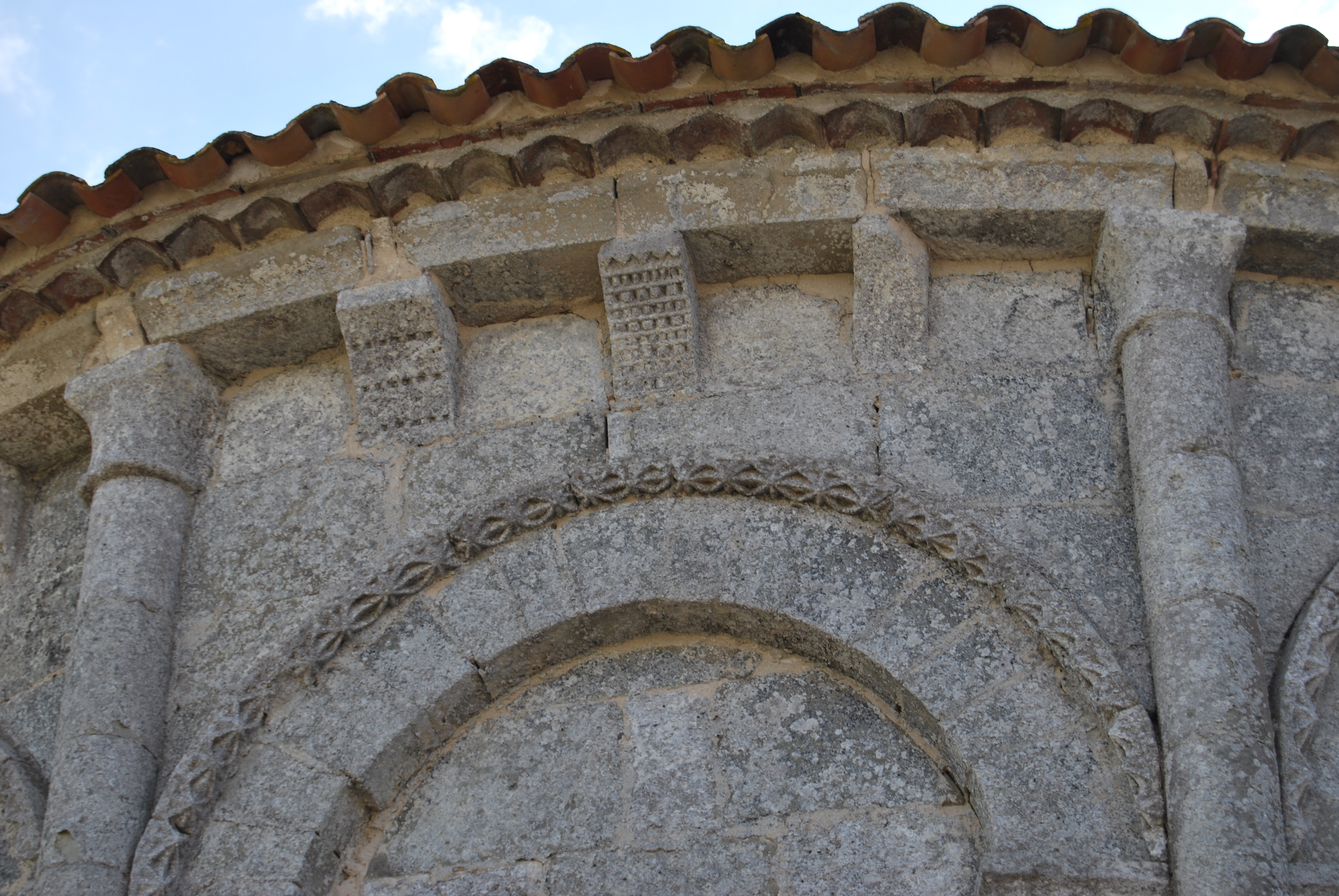
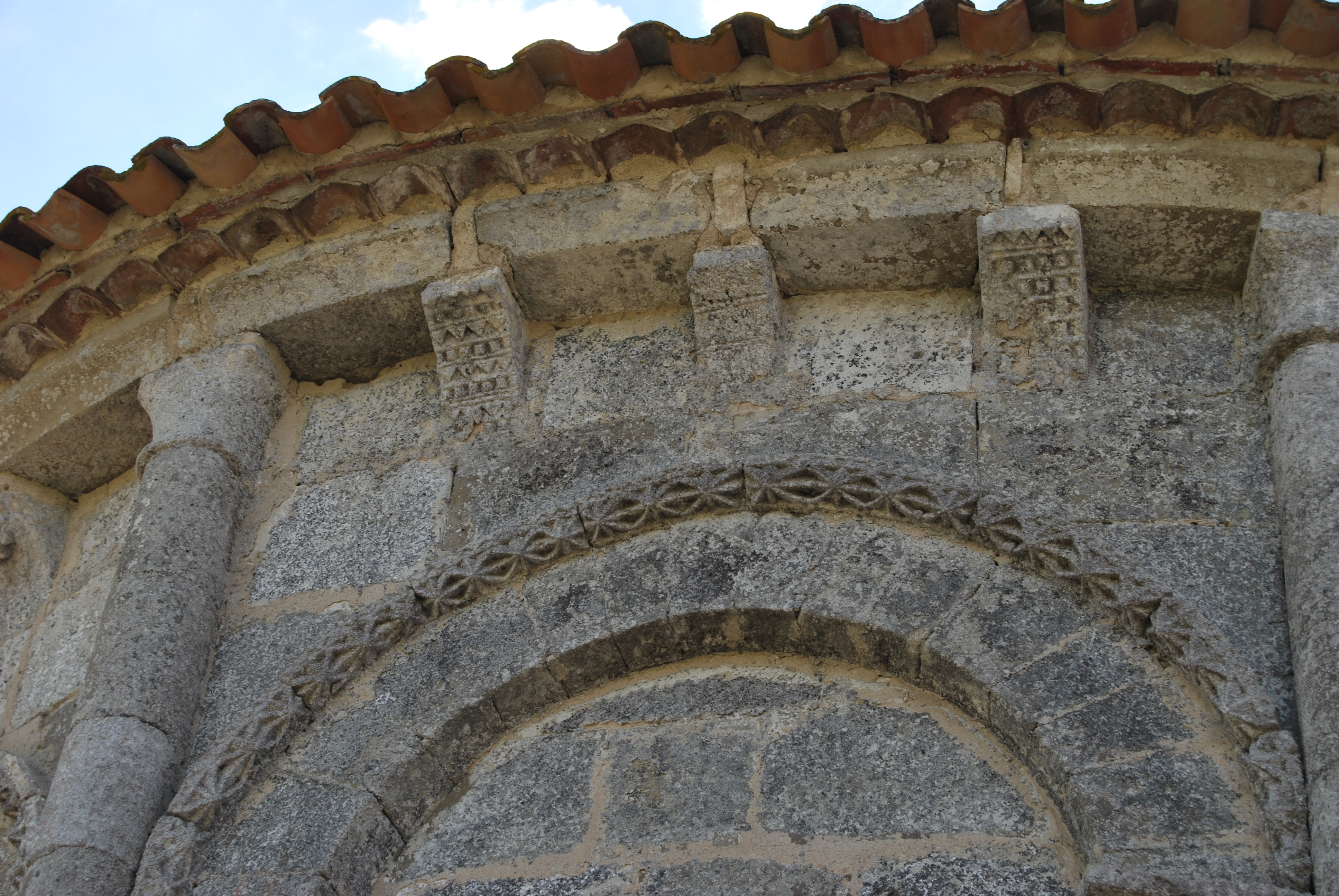

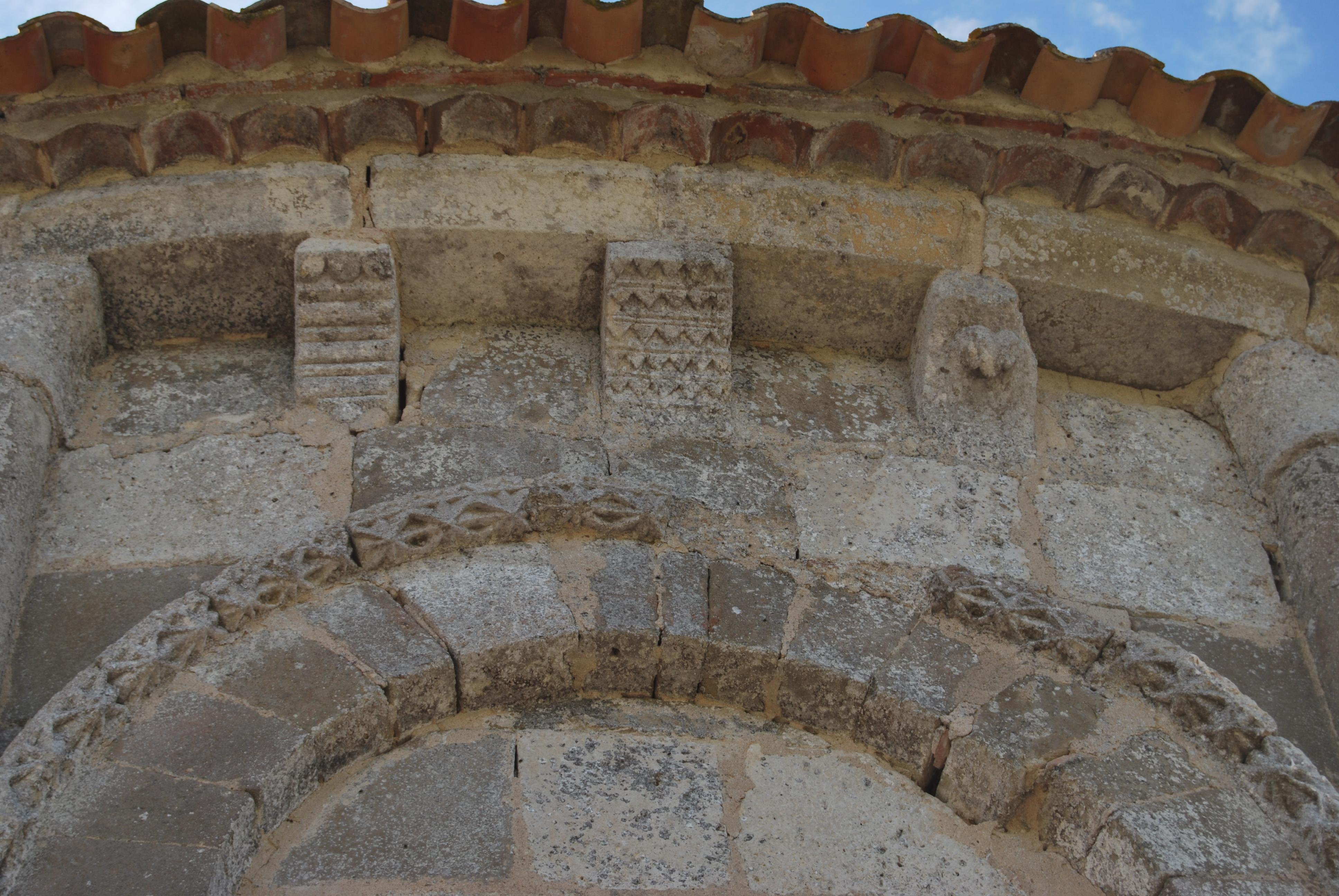
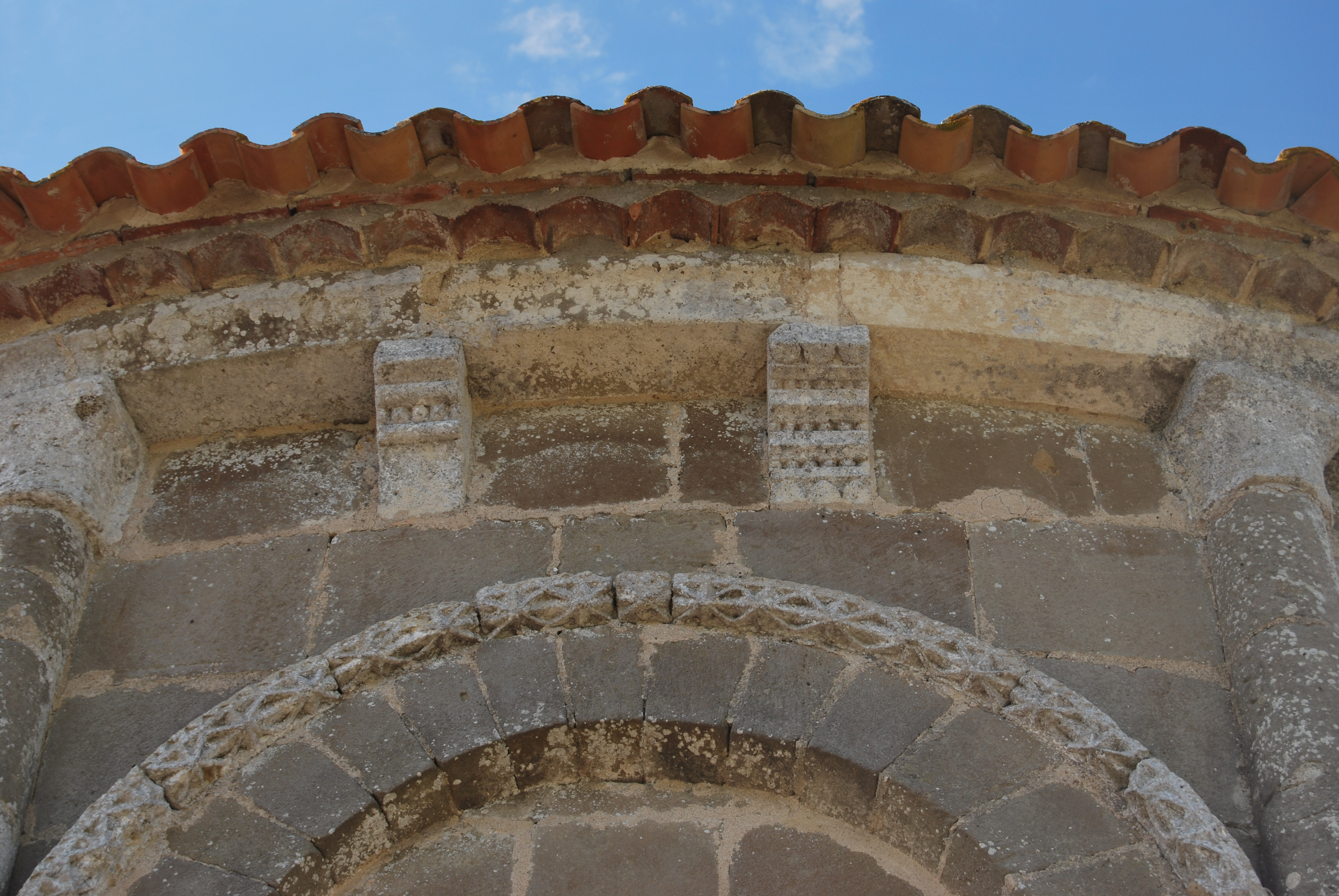
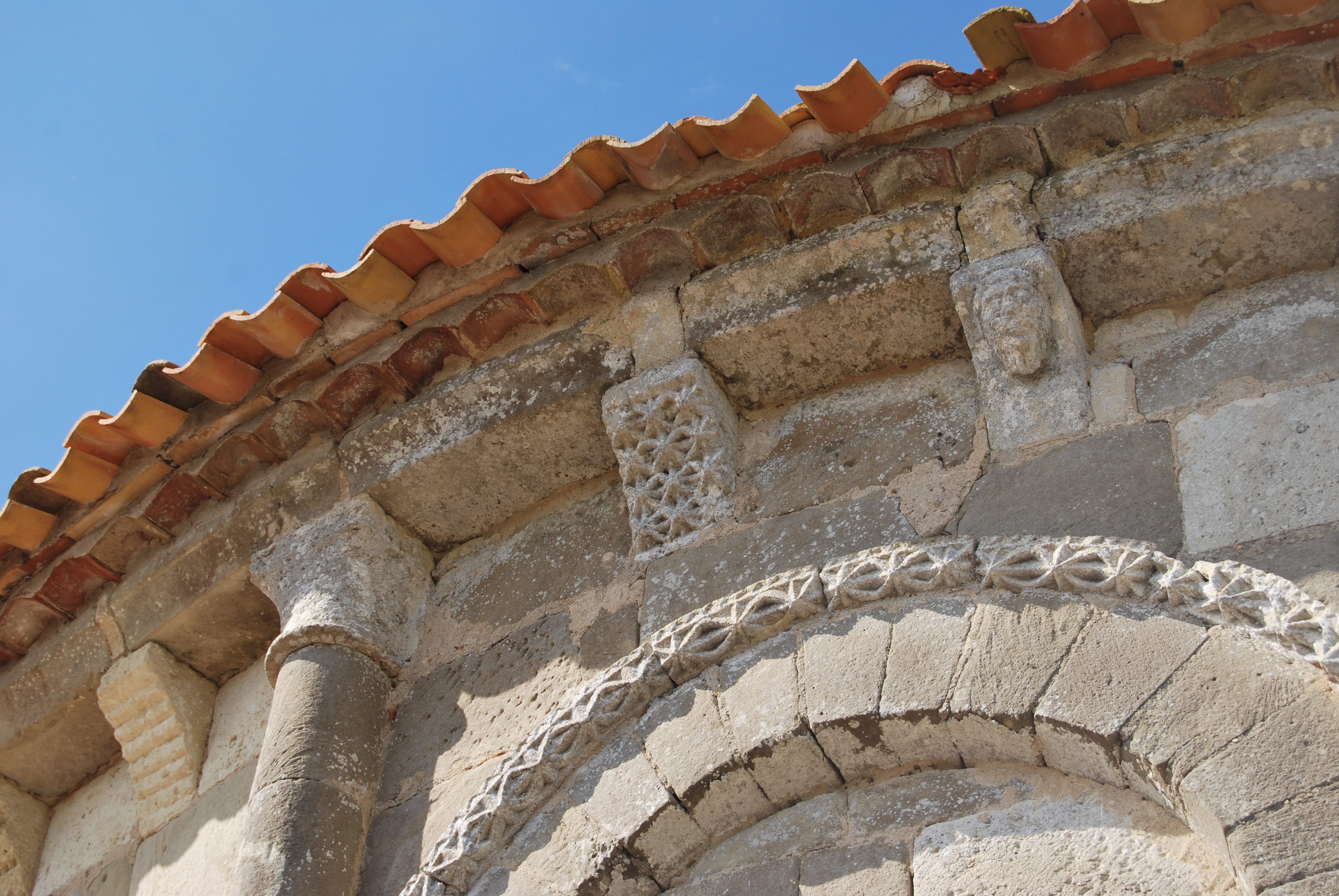

Cette église  est mentionnée pour la première fois dans les comptes de l'archevêché en 1378. L'édifice, bâti dans une seule campagne de construction est roman. Son plan comporte: une abside semi-circulaire, une nef de deux travées et une façade occidentale.
L'abside, voûtée en cul-de-four, est éclairée par trois fenêtres étroites. Elle possède à l'extérieur sept arcades cintrées, dont les voussures retombent sur des pilastres décorés en dents de scie, de dents-de-perles, de dents-de-loup, de damiers (en) et de perles. La corniche repose sur des modillons.
La nef, raidie par de puissants contreforts, comporte deux travées délimitées par deux grosses colonnes.
Dans le porche, une porte s'ouvre sous quatre voussures en plein cintre. Les chapiteaux sont cubiques, leurs tailloirs, unis et ornés de quatre feuilles, sont surmontés d'un bandeau de petits dents-de-scie. La porte est flanquée de chaque côté d'une porte feinte, encadrée de deux colonnes jumelles.
Le clocher-mur abrite une cloche fondue en 1733.
L'édifice est inscrit au titre des monuments historiques en 1925.

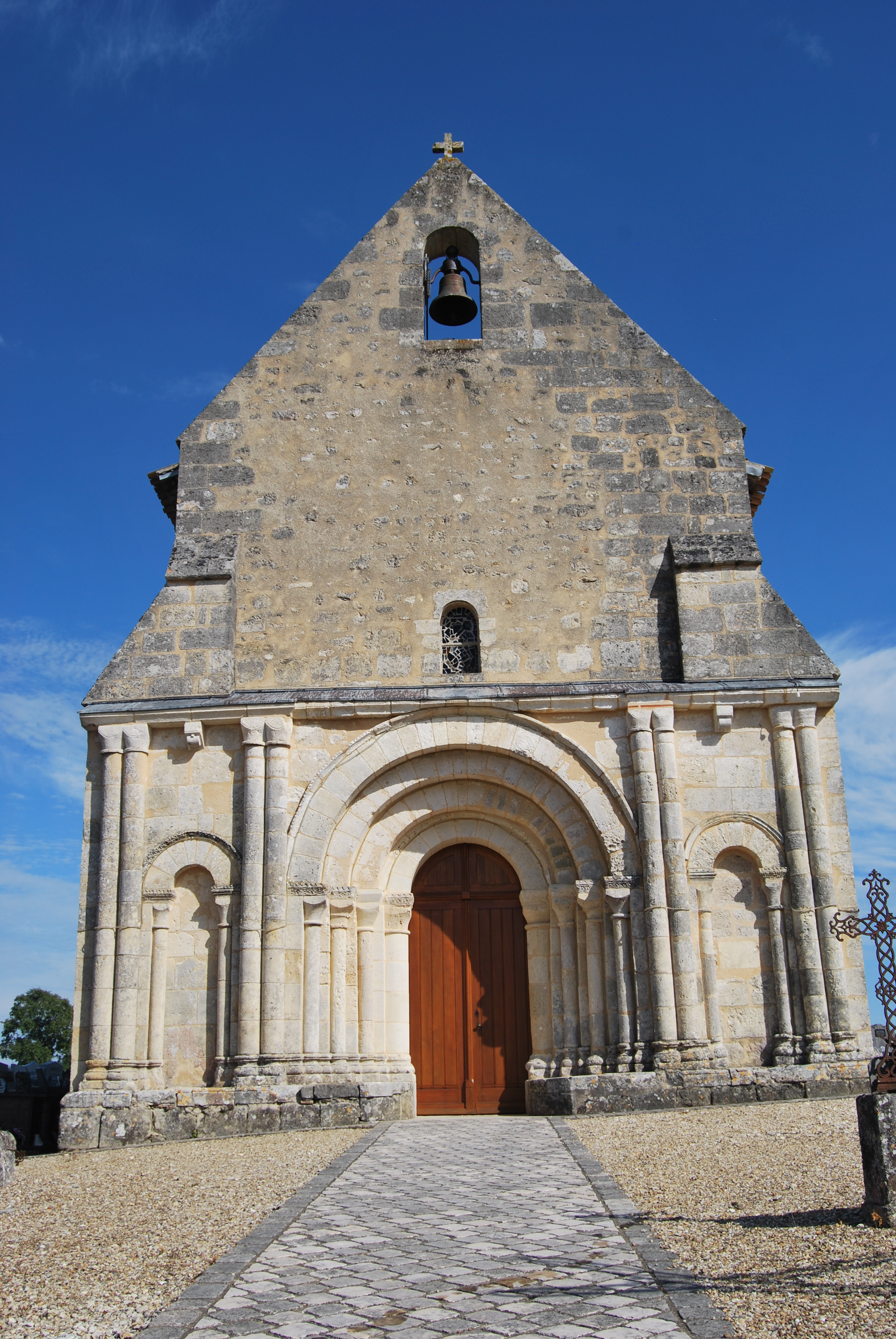
Façade occidentale
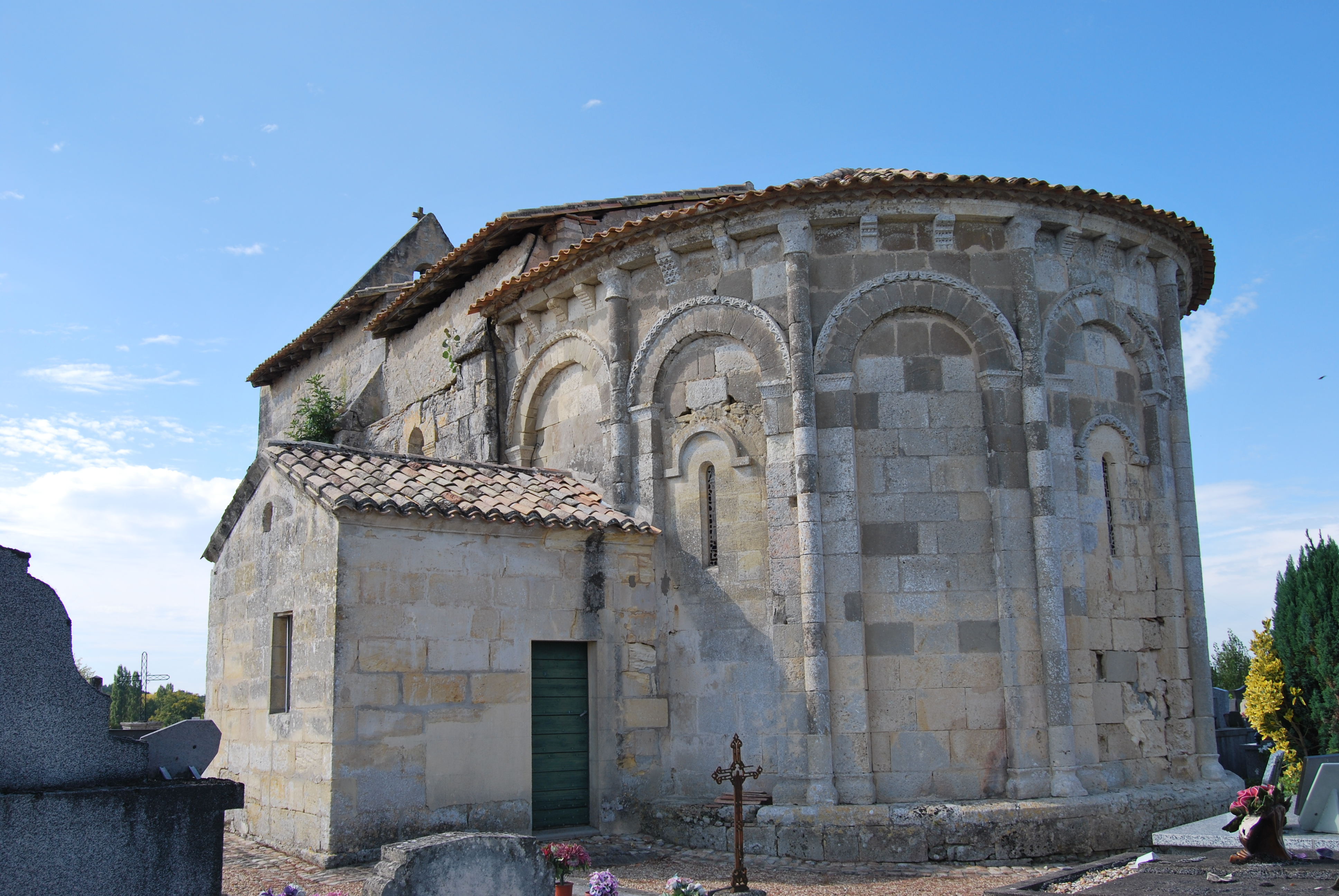
Abside, sud-est
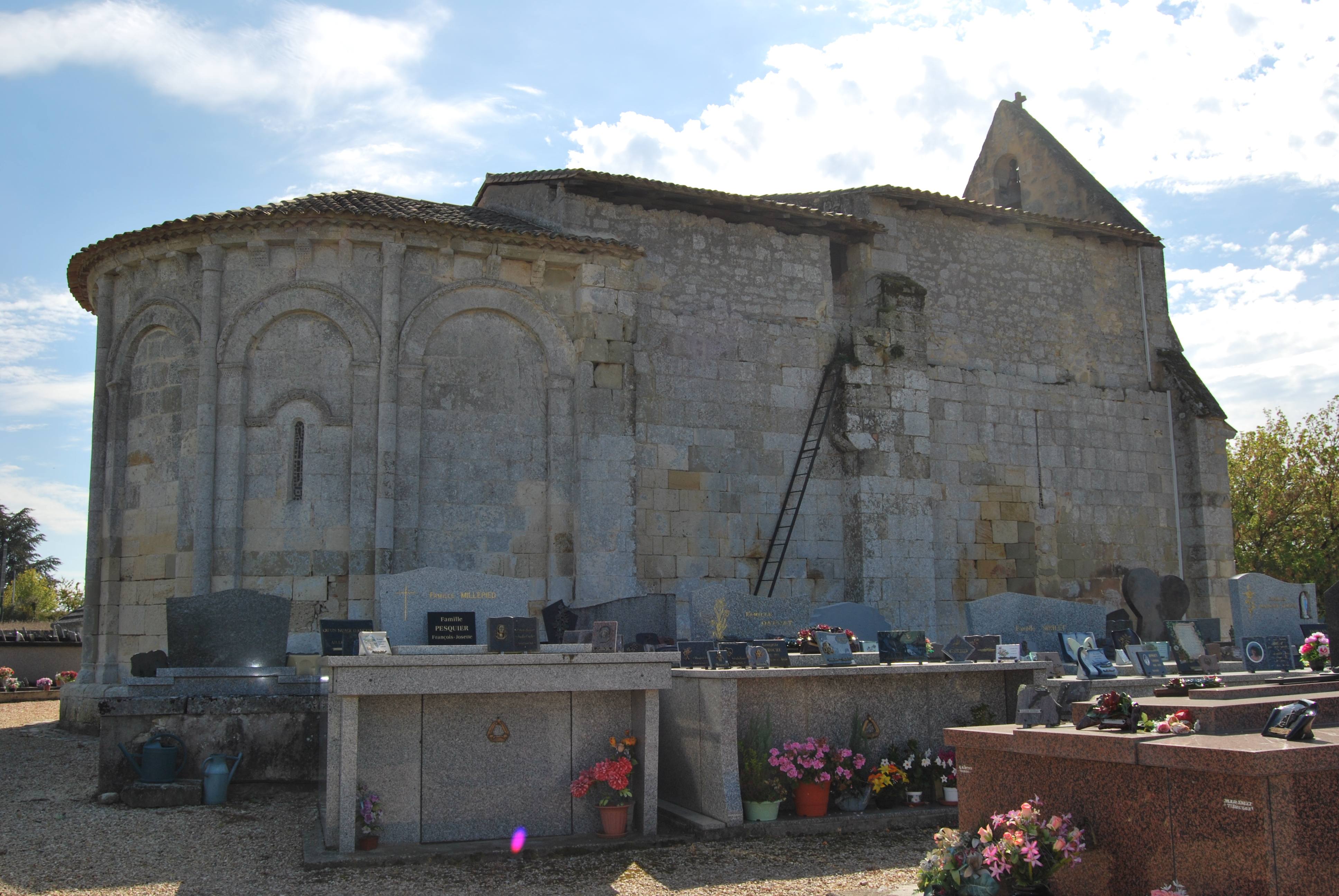
Abside, nord-est
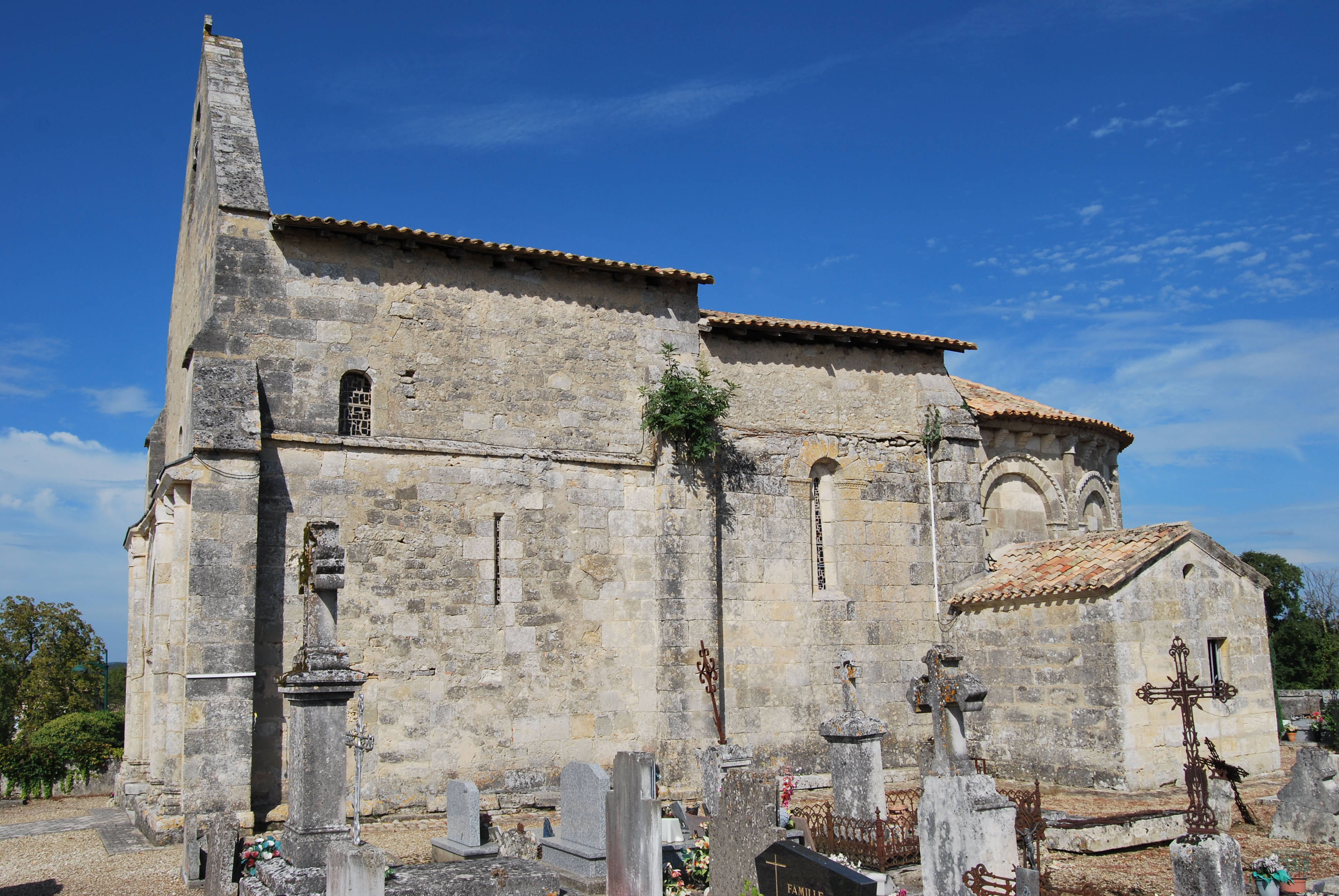
La nef

Les modillons